# Wake Up the Nation
Wake Up the Nation è un album di Paul Weller pubblicato nel 2010.

## Tracce
1. Moonshine – 2:09
2. Wake Up the Nation – 2:19
3. No Tears to Cry – 2:25
4. Fast Car / Slow Traffic – 1:58
5. Andromeda – 1:53
6. In Amsterdam – 2:18
7. She Speaks – 2:15
8. Find the Torch, Burn the Plans – 3:09
9. Aim High – 3:08
10. Trees – 4:19
11. Grasp & Still Connect – 2:16
12. Whatever Next – 1:38
13. 7&3 Is the Strikers Name – 3:24
14. Up the Dosage – 2:40
15. Pieces of Dream [sic] – 2:26
16. Two Fat Ladies – 2:39

Durata totale: 40:56